# Spaelotis defuncta
Spaelotis defuncta är en fjärilsart som beskrevs av Otto Staudinger 1896. Spaelotis defuncta ingår i släktet Spaelotis och familjen nattflyn. Inga underarter finns listade i Catalogue of Life.